# Prinzenweber
Der Prinzenweber (Ploceus princeps, Syn.: Symplectes princeps) zählt innerhalb der Familie der Webervögel (Ploceidae) zur Gattung der Ammerweber (Ploceus).
Der lateinische Artzusatz bezieht sich auf die Insel seines Vorkommens: Der Vogel ist endemisch auf Príncipe.
Das Verbreitungsgebiet umfasst tropischen oder subtropischen feuchten Tieflandwald, Sekundärwald, Plantagen, Dörfer und Gärten.

## Merkmale

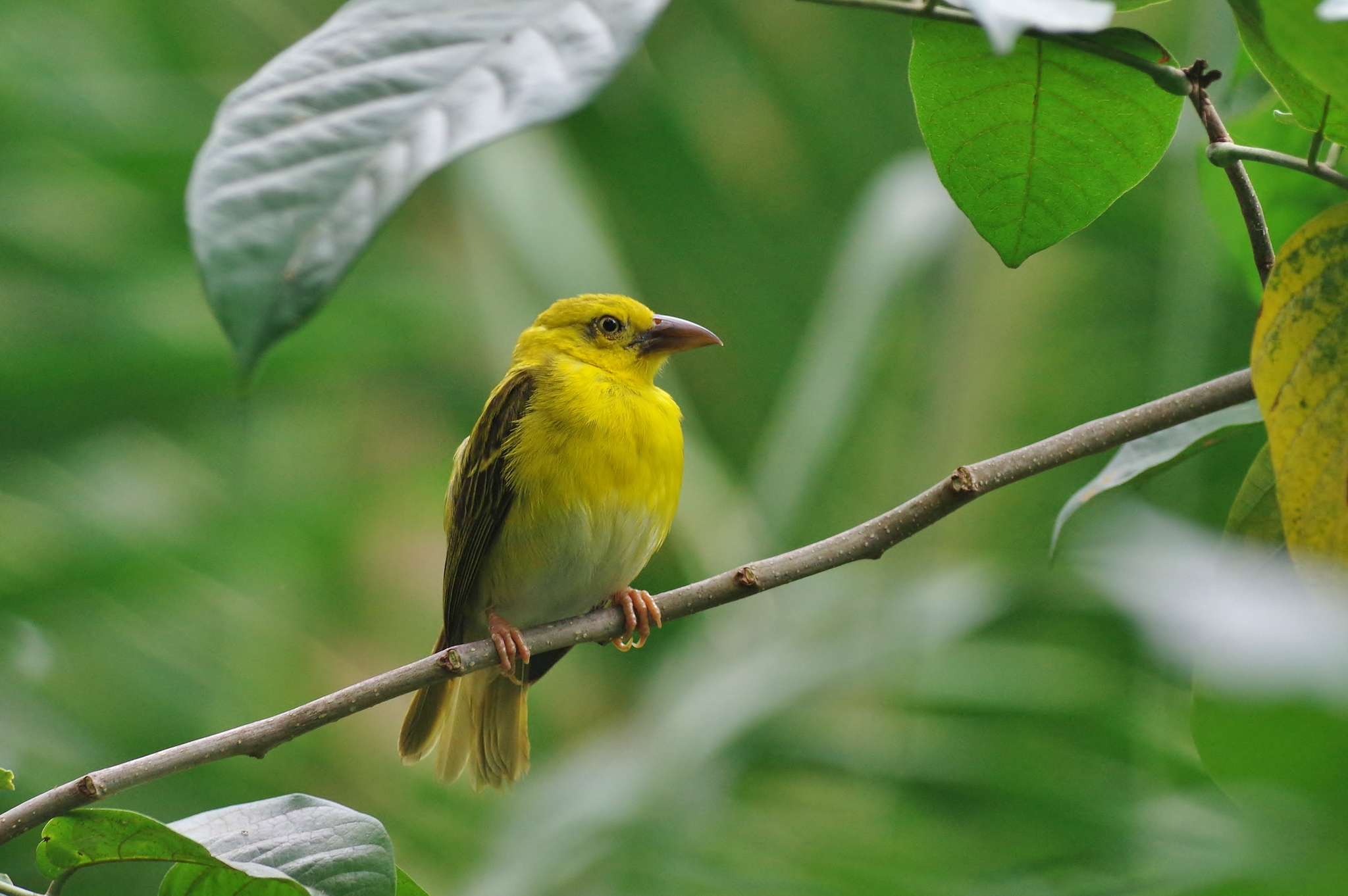
Weiblicher Prinzenweber

Die Art ist 18 cm groß und wiegt etwa 30 g. Es handelt sich um einen großen, kräftig gebauten gelben Webervogel. Das Männchen hat einen orangegelb bis kastanienbraunen Kopf mit auffallender gelber Iris, die Oberseite ist gelblich-grün, der Schwanz olivgrün, die Flügeldecken sind dunkelbraun mit gelben Federspitzen. Das Weibchen hat einen olivfarbenen Kopf, Jungvögel haben braune Augen.
Die Art ist monotypisch.

## Stimme
Der Gesang des Männchens wird als langgezogenes Pfeifen „pzeep-pzeep-pzzzzzzzzrrrr...“ beschrieben.

## Lebensweise
Die Nahrung besteht hauptsächlich aus Pflanzensamen, auch Früchte von Bananen, Paprika und Ölpalmen.
Die Brutzeit liegt zwischen Mai und Juni sowie August und September. Die Art ist monogam und brütet nur gelegentlich in kleinen Kolonien.

## Gefährdungssituation
Der Bestand gilt als nicht gefährdet (Least Concern).